# روبی رایت
دُری پرین به انگلیسی (به انگلیسی: Dori Prange) (زاده: ۹ ژانویه، ۱۹۹۱) یک کشتی‌گیر حرفه ای آمریکایی است که اکنون با کمپانی دبلیودبلیویی قرارداد دارد، جایی که او تحت نام روبی رایت در برند اسمکداون فعالیت میکند
پرین به صورت ایندیپندنت سرکیت تحت نام هایدی لاولیس برای پروموشن های مختلف رسلینگ از جمله شیمر وومن اتلیتس، شاین رسلینگ، اوهایو ولی رسلینگ، آی دبلیو ای جنوب میانه، و ورلد واندر رینگ استاردوم کار میکرد.